# Mojżesz ben Israel Isserles

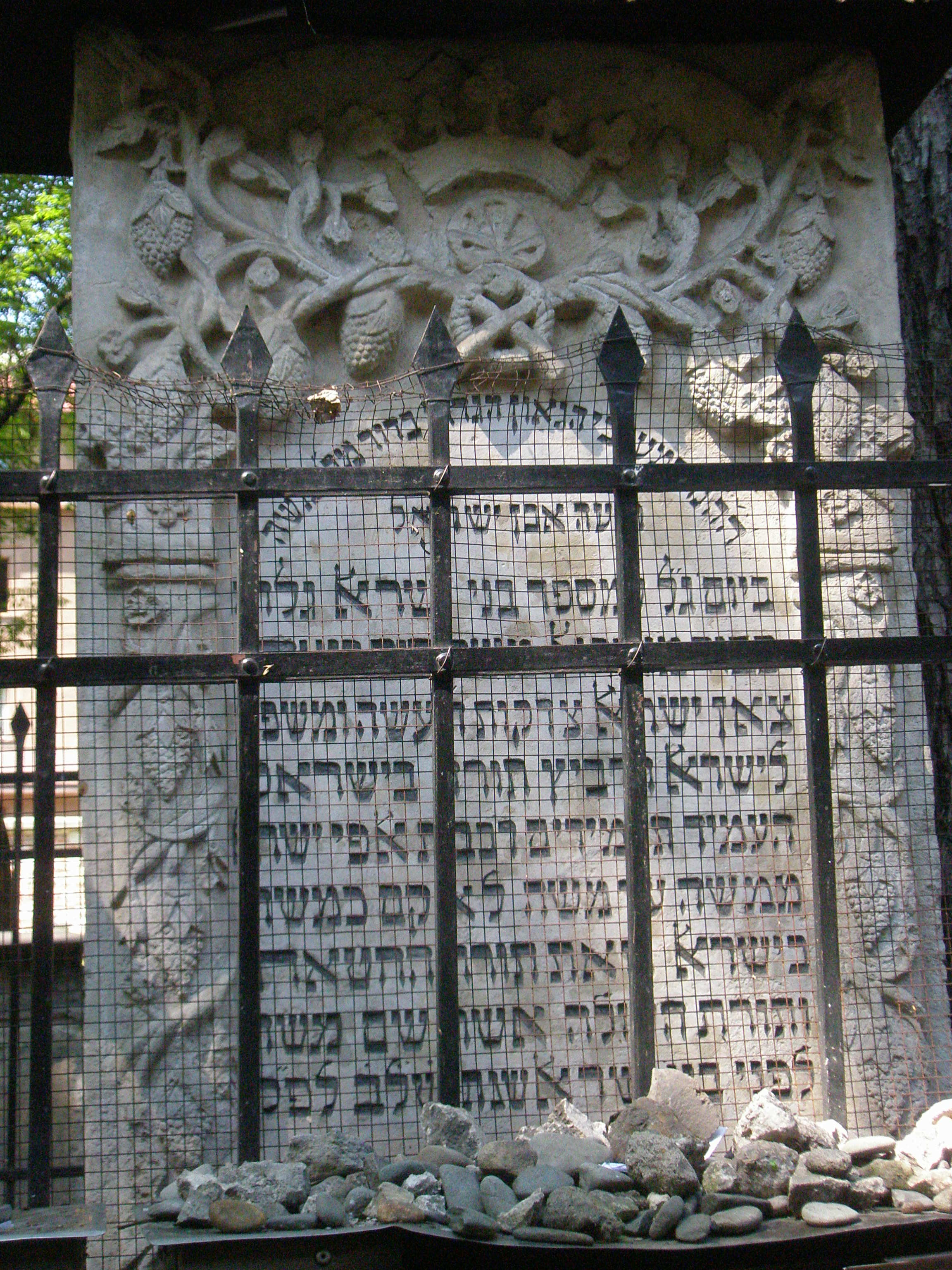
Nagrobek Moszego Isserlesa na cmentarzu Remu w Krakowie

Mosze ben Israel Isserles (hebr. ‏משה בן ישראל איסרליש‎; ur. 1520?, zm. 1572) – wieloletni naczelny rabin gminy żydowskiej w Kazimierzu, rektor tamtejszej jesziwy, talmudysta i filozof. Nazywany jest powszechnie Remu, od hebr. ‏רמ״א‎ Rema’ (jid. ‏רמ״אָ‎ Remo lub Remu), co jest skrótem od żydowskiego tytułu ‏רבי משה איסרליש‎ rabbi Mosze Isserles.

## Życiorys
Urodził się w podkrakowskim Kazimierzu około roku 1520{ (podaje się daty: 1510, 1520, 1533) jako syn bogatego kupca i fundatora w 1553 r. jednej z najstarszych synagog kazimierskich, zwanej później Remu. Studia odbył w Lublinie w tamtejszej jesziwie rabina Szaloma Szachny, którego córkę Gołdę później poślubił.
Wpływ na jego poglądy miał przede wszystkim Majmonides, a ponadto Arystoteles i księga Zohar. Był zwolennikiem tzw. kabały praktycznej. Najsłynniejszym jego dziełem jest Map(p)a (hebr., dosł. „Obrus”), komentarz do traktatu Szulchan aruch (hebr., dosł. „Nakryty stół”) Józefa Karo, dostosowujący go do tradycji aszkenazyjskiej. Był także autorem wielu responsów, zajmował się ponadto astronomią, geometrią i historią.
Grób Moszego Isserlesa znajduje się na starym cmentarzu żydowskim przy synagodze Remu w Krakowie. Pielgrzymują do niego żydzi z całego świata.